# Cơ bướm hàm
Cơ bướm hàm (tiếng Anh: Sphenomandibularis) là cơ bám vào xương bướm và xương hàm dưới. Đây là một cơ nhai  Không giống như hầu hết các cơ trên cơ thể người được phân loại cách đây từ vài thế kỷ, cơ bướm hàm mới chỉ được tìm thấy và nghiên cứu từ giữa thập niên 1990 tại Đại học Maryland ở Baltimore   và công bố chính thức  vào năm 1996. Nhiều tài liệu công nhận cơ bướm hàm là một phần của cơ thái dương, chứ không phải là một cơ riêng biệt.